# 꼬마 신랑 2
"꼬마 신랑 2"는 1970년 공개된 대한민국의 영화이다.

## 배역
- 문희
- 김정훈
- 김희갑
- 정민
- 한은진
- 사미자
- 주증녀
- 양훈
- 이자영
- 김칠성
- 김웅
- 백장미
- 이철
- 임해림
- 임동훈
- 태일